# Paul Barguet
Paul Barguet (* 8. September 1915 in Montbéliard, Département Doubs; † 1. Februar 2012 in Dax, Département Landes) war ein französischer Ägyptologe.

## Leben
Paul Barguet schloss den Besuch des Lycée Condorcet mit dem Baccalauréat des lettres classiques ab und ging dann zur Sorbonne, wo er schließlich das Diplôme d'Études Supérieures erhielt. Er studierte anschließend an der École pratique des hautes études (Section des sciences religieuses) in Paris ägyptische Sprache bei Gustave Lefebvre, den er seinen maître (Meister, Lehrer, Vorbild) nannte, und belegte Kurse bei Jean Sainte Fare Garnot, Georges Posener, Jacques-Jean Clère und Michel Malinine; auf diese Weise erwarb er sich Kenntnisse in Hieratisch, Demotisch und Koptisch. Von 1945 bis 1946 arbeitete er als Lehrer an einer Pariser Privatschule, um seinen Lebensunterhalt zu finanzieren. Er nahm auch am Unterricht über ägyptische Epigraphik von Christiane Desroches Noblecourt teil, den sie an der École du Louvre gab.
Nach Erhalt seines Diploms in Ägyptologie wurde er 1947 auf Empfehlung von Gustave Lefebvre nach Ägypten entsandt, wo er in Kairo Mitarbeiter des Institut français d’archéologie orientale (IFAO) wurde und bis 1951 verblieb. In den Wintermonaten der Jahre 1949–1950 und 1950–1951 begab sich Barguet zusammen mit Jean Leclant nach Karnak-Nord, wo seit 1945 Clément Robichon (1906–1999) die Grabung fortgesetzt hatte. Von ihm erlernte Barguet das Archäologen-Handwerk. Hier dokumentierten sie den Stand der Grabungen und nahmen umfangreiche epigraphische Arbeiten vor. In dieser Zeit unternahm er auch Reisen in andere Teile Ägyptens. So publizierte er die Texte der Nilstelen von Dschabal as-Silsila, ebenso die Hungersnotstele in Sehel, die er mehrmals aufsuchte, um seine Textabschrift zu überprüfen.
Nach Frankreich zurückgekehrt, wurde Barguet im Jahre 1954 Beauftragter des Centre national de la recherche scientifique. Im gleichen Jahr erhielt er für seine Verdienste um die Ägyptologie den Prix France-Égypte. Zunächst noch Assistent, wurde er 1959 Kurator der Abteilung für ägyptische Antiken des Louvre, wo er in den Jahren 1956 bis 1979 an der École du Louvre zudem die Kurse für ägyptische Epigraphik leitete. Für sein Doctorat ès Lettres reichte Barguet – wie in jener Zeit erforderlich – zwei Arbeiten ein: Die erste (thèse principale) fasste seine Arbeiten am Karnak-Tempel des Amun-Re und dessen Interpretation zusammen, die er erfolgreich 1963 verteidigte; die zweite Arbeit (thèse complémentaire) bestand aus einer Studie des Papyrus N. 3176 (S) des Louvre.
Auf Wunsch von Christiane Desroches Noblecourt reiste Paul Barguet 1966 erneut nach Ägypten, um an der Dokumentation des Tempels von Amada mitzuarbeiten, der aufgrund des Baus des Assuan-Staudamms überflutet zu werden drohte. Den Tempel selbst verschob man als Ganzes auf ein höheres Niveau. Zusammen mit ägyptischen und französischen Ägyptologen wurde eine Beschreibung des Tempels und dessen Inschriften, von denen einige historisch bedeutsam sind, angefertigt. Die Ergebnisse erschienen 1967 in der Collection scientifique du Centre de Documentation et d'Études sur l'Ancienne Égypte, mit Paul Barguet als Co-Autor.
In den Jahren 1976 bis 1978 war Barguet auch als wissenschaftlicher Direktor des Centre franco-égyptien d’étude des temples de Karnak tätig, nachdem dessen bisheriger Direktor Serge Sauneron bei einem Autounfall tödlich verunglückt war. Seit 1966 hatte er eine Professur an der Universität Lyon inne und leitete bis zu seinem Ruhestand das dortige Institut für Ägyptologie. 1981 folgte ihm der Ägyptologe Jean-Claude Goyon (1937–2021) in dieses Amt nach. 1995 verfasste Barguet seine Memoiren, die posthum veröffentlicht wurden. Paul Barguet verstarb am 1. Februar 2012.

## Bedeutung
Paul Barguet war an mehreren Ausgrabungsprojekten in Ägypten beteiligt, wobei er vorwiegend die Dokumentation und die epigraphischen Arbeiten übernahm. Der Höhepunkt seines Lebens (« le point culminant pour moi ») war die Entdeckung des Aufstellungsortes des Obelisken von Thutmosis III. im Amun-Tempel im Jahre 1950. Dieser Obelisk war von Kaiser Constantius II. 357 n. Chr. nach Rom gebracht und dort auf dem Lateransplatz aufgestellt worden. Sein ursprünglicher Standort war ungewiss. Durch Zufall kratzte Barguet eines Tages mit den Füßen den Boden im äußersten Osten des Tempels und legte eine riesige Plattform mit Blöcken aus Sandstein frei. In seinen Erinnerungen schreibt Barguet:

„Je comprenais dès lors la raison d'être de toute cette partie du temple regardant le soleil levant, et son fonctionnement par rapport à la masse principale de tout l'édifice; de proche en proche, je m'expliquais ses différentes cours, le croisement du grand axe est-ouest avec l'axe sud-nord où s'élèvent les pylônes VIII-IX et X, croisement sur lequel s'élevaient les obélisques de Thoutmôsis Ier et Thoutmôsis III et qui constituait le point de départ du temple premier en avant duquel s'étendait la cour de Thoutmôsis II. C'est ainsi que je pus reconstituer la structure du temple d'Amon-Rê de Karnak et que j'en proposais l'interprétation, cequi constitua ma thèse principale de Doctorat ès Lettres ...
(deutsche Übersetzung: Dann verstand ich den Grund für die Existenz dieses ganzen Teils des Tempels, der der aufgehenden Sonne zugewandt ist, und seine Funktion im Verhältnis zur Hauptmasse des gesamten Gebäudes. Nach und nach erklärte ich seine verschiedenen Höfe, den Schnittpunkt der großen Ost-West-Achse mit der Süd-Nord-Achse, wo sich die Pylone VIII-IX und X erheben, ein Schnittpunkt, auf dem die Obelisken von Thutmosis I. und Thutmosis III. standen und der den Ausgangspunkt des ersten Tempels bildete, vor dem sich der Hof von Thutmosis II. erstreckte. Auf diese Weise konnte ich die Struktur des Tempels von Amun-Re in Karnak rekonstruieren und dessen Interpretation vorschlagen, die den Inhalt meiner Hauptarbeit (thèse principale) für das Doctorat ès Lettres darstellte...)“

Diese Arbeit mit dem Titel Le temple d'Amon-Rê à Karnak. Essai d'exégèse (Der Tempel des Amun-Re in Karnak. Versuch einer Deutung), 1962 veröffentlicht, gilt immer noch als „grundlegend“, obwohl in den letzten Jahrzehnten viel in Karnak geforscht und entdeckt wurde. Sie wurde daher 2006 erneut herausgegeben, zusammen mit einer CD, die den Text dieser Arbeit mit über 1000 Fotos verlinkte, die Barguet seinerzeit für die Analyse zur Verfügung standen. Ebenso kann man die in den Fußnoten zitierte Literatur direkt aufrufen. Auf diese Weise kann der Leser die Argumentation Barguets unmittelbar nachvollziehen. Dieser Aufwand zeigt die große Wertschätzung, die Barguets Studie heute noch genießt.
Dadurch zur Autorität geworden, wurde Paul Barguet gewonnen, den Text für die Stichworte Karnak und Luxor im Lexikon der Ägyptologie beizusteuern. Auch verfasste er das Kapitel Architektur für den Band II der dreibändigen Ausgabe Ägypten, die in der Serie Universum der Kunst herausgegeben wurde.
Seit seiner Studienzeit befasste sich Paul Barguet mit den religiösen Vorstellungen und der Jenseitsliteratur der alten Ägypter und schrieb im Laufe der Jahre etliche Artikel darüber, die 2001 in einem Sammelband erneut herausgegeben wurden. 1967 legte er eine französische Übersetzung des ägyptischen Totenbuchs vor. Als die ersten Bände der Sargtexte erschienen, reiste Barguet eigens nach Leiden, um sich beim Herausgeber Adriaan de Buck aus erster Hand zu informieren. Die Frucht seiner jahrzehntelangen Auseinandersetzung mit diesen schwierigen Texten war die Publikation der französischen Übersetzung des gesamten Textcorpus im Jahre 1986.
Größere Bedeutung erlangte zudem der 1962 von ihm herausgegebene, übersetzte und kommentierte Papyrus Louvre N. 3176 (S). Der Ägyptologe Günter Burkard etwa betonte diesbezüglich, dass dieser Papyrus für die Darstellung des Osiriskultes in Karnak sehr wichtig geworden sei. Barguet datierte den Papyrus in die Jahre 312–311 v. Chr. und damit in die griechisch-römische Zeit. Der Ägyptologe Joachim Friedrich Quack setzte dessen Entstehungszeit hingegen aus paläografischen Gründen in das erste bis zweite Jahrhundert n. Chr. Nach Korrektur einer Passage in Barguets Übersetzung konnte er zeigen, dass dieser Papyrus auch einen neuen Beleg für den Imhotep-Kult in Theben bietet. Allein schon die insgesamt doch sehr häufige Rezeption lässt also auf die relativ hohe Bedeutung dieses Papyrus’ und seiner Bearbeitung schließen.
Sein langjähriger Freund Jean Leclant sandte ihm mit Sylvie Cauville und Claude Traunecker zwei seiner besten Schüler, welche 1979 und 1980 bei ihm promovierten und heute zu den weltweit bekanntesten ihres Fachs gehören.
Paul Barguet wurde für seine Verdienste um das französische Bildungswesen zum Offizier des Ordre des Palmes Académiques ernannt.

## Schriften (Auswahl)
- L'obélisque de Saint-Jean-de-Latran dans le temple de Ramsès II à Karnak. In: Annales du Service des Antiquités de l'Égypte. Band 50, 1950, S. 269–280 (Digitalisat).
- Les stèles du Nil au Gebel Silsileh. In: Bulletin de l’Institut Franc̣ais d’Archéologie Orientale. Band 50, 1952, S. 49–63 (Digitalisat).
- La Stèle de la Famine à Séhel (= Bibliothèque d’étude. Band 24). Institut français d’archéologie orientale, Kairo 1953 (archive.org).
- Le temple d’Amon-Re à Karnak. Essai d’exégèse. (= Recherches d'archéologie, de philologie et d'histoire. Band 21). Imprimerie de l’Institut franc̣ais d’archéologie orientale, Kairo 1962; Neuauflage 2006, ISBN 2-7247-0424-X (Titelseite).
- Le papyrus N. 3176 (S) du Musée du Louvre (= Institut franc̣ais d’archéologie orientale, Bibliothèque d’étude. Band 37). Institut français d'archéologie orientale, Kairo 1962, OCLC 1400876058.
- Le Livre des morts des anciens Égyptiens (= Littératures anciennes du Proche-Orient. Band 1). Éditions du Cerf, Paris 1967 (Einleitung, Übersetzung und Kommentar von Barguet).
- (zusammen mit Hassan el-Achiery und Michel Dewachter): Le temple d'Amada. Cahier I: Architecture. Collection scientifique du Centre de Documentation et d'Études sur l'Ancienne Égypte, Kairo 1967. (Digitalisat)
- (zusammen mit Michel Dewachter): Le temple d'Amada. Cahier II: Description archéologique. Planches. Collection scientifique du Centre de Documentation et d'Études sur l'Ancienne Égypte, Kairo 1967.
- (zusammen mit A. Abdel Hamid Youssef und Michel Dewachter): Le temple d'Amada. Cahier III: Les inscriptions hiéroglyphiques. Collection scientifique du Centre de Documentation et d'Études sur l'Ancienne Égypte, Kairo 1967.
- Les textes des sarcophages égyptiens du Moyen Empire. (= Littératures anciennes du Proche-Orient. Band 12). Éditions du Cerf, Paris 1986, ISBN 2-204-02332-9 (Einleitung und Übersetzung von Barguet).
- Aspect de la pensée religieuse de l'Égypte ancienne. (= Publications de l'Institut Ramsès. Band 5). Maison de Vie, Paris 2001, ISBN 2-909816-38-9.